# Neutrino solar
Los neutrinos solares son partículas subatómicas elementales generadas en las reacciones nucleares que tienen lugar en el núcleo del Sol. Estas partículas son un tipo de neutrinos electrónicos (νₑ), que forman parte de los tres sabores de neutrinos del Modelo Estándar de la física de partículas. Los neutrinos solares son de gran importancia para la astrofísica y la física de partículas, ya que permiten estudiar los procesos internos del Sol y han sido clave para descubrir fenómenos fundamentales como la oscilación de neutrinos.

## Origen
En el núcleo del Sol, la fusión de átomos de hidrógeno en helio ocurre a través de diferentes cadenas de reacciones nucleares, principalmente la cadena protón-protón (pp) y, en menor medida, el ciclo CNO (carbono-nitrógeno-oxígeno). Durante estas reacciones se producen positrones, fotones de alta energía y neutrinos.
Una de las reacciones más comunes de la cadena pp es:
<code>p + p → ²H + e⁺ + νₑ</code>
Este proceso libera un neutrino electrónico (νₑ). Debido a que los neutrinos interactúan débilmente con la materia, escapan casi instantáneamente del interior del Sol y pueden llegar a la Tierra en aproximadamente 8 minutos.

## Espectro de energía
Los neutrinos solares tienen un amplio espectro de energías, que va desde menos de 1 MeV hasta aproximadamente 18 MeV. Su distribución energética depende de la reacción nuclear que los originó. Algunos ejemplos de fuentes y energías aproximadas son:
* Reacción pp: <0.42 MeV (la más abundante)
* Reacción pep: 1.44 MeV
* Reacción ⁷Be: 0.86 MeV
* Reacción ⁸B: hasta 15 MeV (menos abundantes, pero más energéticos)

## Historia del estudio de los neutrinos solares

### El experimento de Davis y el problema de los neutrinos solares
El primer intento de detectar neutrinos solares fue realizado en la década de 1960 por Raymond Davis Jr., mediante un gran detector ubicado en la mina de Homestake, en Dakota del Sur, EE. UU. Utilizaba un tanque lleno de percloroetileno (C₂Cl₄), donde los neutrinos transformaban átomos de cloro-37 en argón-37. Sin embargo, se detectaron solo alrededor de un tercio de los neutrinos predichos por el modelo solar estándar. Este fenómeno fue conocido como el problema de los neutrinos solares.

### La solución: la oscilación de neutrinos
Durante décadas, se pensó que la discrepancia se debía a errores en los modelos solares. Sin embargo, en los años 2000, experimentos como SNO (Sudbury Neutrino Observatory) y Super-Kamiokande demostraron que los neutrinos cambian de sabor (electrónicos, muónicos, tauónicos) en su viaje desde el Sol a la Tierra, un fenómeno conocido como oscilación de neutrinos. Esta transformación implica que tienen masa, desafiando el Modelo Estándar de la física de partículas, que originalmente los consideraba sin masa.

## Métodos de detección
Detectar neutrinos solares es un desafío debido a su ínfima interacción con la materia. Los principales métodos incluyen:
Detectores de cloro y galio: como el experimento de Homestake y GALLEX. Detectan neutrinos mediante reacciones nucleares en isótopos específicos.
Detectores Cherenkov: como Super-Kamiokande, que usan agua pura o pesada para detectar la luz Cherenkov emitida por partículas secundarias generadas por la interacción del neutrino.
Detectores con neutrinos pesados: como SNO, que usó agua pesada (D₂O) para medir todos los sabores de neutrinos.

## Importancia científica
Los neutrinos solares tienen múltiples aplicaciones y significados científicos:
- Astrofísica solar: permiten estudiar el interior del Sol, validando modelos de estructura estelar.
- Física de partículas: fueron claves en el descubrimiento de la masa del neutrino y la oscilación de sabores, evidencias de física más allá del Modelo Estándar.
- Cosmología: los neutrinos solares, junto con otros tipos de neutrinos, ayudan a entender la evolución del universo temprano.
- Geofísica: complementan estudios de geoneutrinos al aportar información sobre el flujo energético solar que incide sobre la Tierra.

## Principales observatorios de neutrinos solares
* Homestake (EE. UU.): primer experimento de detección de neutrinos solares.
* GALLEX y GNO (Italia): detectores basados en galio.
* Kamiokande y Super-Kamiokande (Japón): grandes detectores de agua para neutrinos.
* SNO (Canadá): resolvió el problema de los neutrinos solares midiendo todos los sabores.
* Borexino (Italia): detecta en tiempo real neutrinos de baja energía.
* JUNO (China, en construcción): nuevo observatorio con alta sensibilidad.